# 宇都宮朝綱
宇都宮 朝綱（うつのみや ともつな）は、平安時代末期から鎌倉時代前期にかけての武将。鳥羽院武者所、白河院北面武士。藤原姓宇都宮氏3代当主。宇都宮三郎朝綱。藤原宗綱の子。大久保氏、宇都野氏、朝岡氏らの祖である。

## 生涯
大番役で上洛し鳥羽院武者所、後白河院北面を務め、左衛門尉に任官される。この間、京女の醍醐局を室としその間に嫡男・業綱が生まれる。治承4年（1180年）8月、京に滞在中に源頼朝が伊豆国で挙兵、関東を本拠地とする朝綱は平清盛に抑留される身となる。常陸国で反頼朝の烽火を上げた志田義広に対し、頼朝は小山朝政に討伐を下知、これに呼応した弟の八田知家や従弟の城井信房が討伐軍に参軍して功を挙げた。寿永元年（1182年）9月19日、頼朝の嫡男・頼家誕生にあたり、畠山重忠や梶原景時等と御護刀および馬200余頭を献上する。
元暦元年（1184年）5月24日、朝綱は平家の家人・平貞能のとりなしで帰国を許されて頼朝に従い、本領安堵のうえ伊賀国壬生野郷の地頭に任じられた。同年11月14日）、平氏追討の功で佐々木盛綱等とともに西国に所領を賜る。
元暦2年（1185年）7月7日、平家一門の都落ち後に行方不明になっていた平貞能が頼朝への助命を求めて突如朝綱の元を訪れたため、朝綱が頼朝を説得して貞能の身柄を預かることとなる。文治元年（1185年）10月24日、勝長寿院の落慶供養に参列する。『吾妻鏡』の記述には、五位六位の参列者32人のうちの一人として朝綱の名がある。
文治5年（1189年）7月の奥州合戦で朝綱は嫡子・業綱、宇都宮一門（八田知家ら）ならびに紀清両党とともに参陣して功績を挙げ、頼朝から「坂東一の弓取り」と賞賛された。この奥州攻めの往路で、頼朝軍は宇都宮に立ち寄り宇都宮社に戦勝を祈願した。これにより戦勝を収めた帰路、再び宇都宮に立ち寄り、戦勝の礼として宇都宮社職には荘園と囚人の樋爪季衡を捧じたことが『吾妻鏡』に見える。建久元年（1190年）11月には頼朝の上洛にも従った。
建久3年（1192年）に嫡男・業綱が夭逝すると、朝綱は出家して益子の上大羽に尾羽寺を建立した。建久4年（1193年）4月2日、頼朝が那須野に狩りに出た際、小山朝政・八田知家とともに千人の勢子を献上する。
建久5年（1194年）5月に下野守・野呂行房から百町の公田を横領したと朝廷に訴えられる。同年6月28日、頼朝より東大寺改修の助成を拝命し、観音の改修を受け持つ。7月28日、中納言・一条能保より飛脚があり、朝綱の罪が確定し土佐国国府への配流が申し渡される。これに連座して、孫の頼綱及び朝業もそれぞれ豊後国および周防国に配流となる。また、廷尉の源基重および右衛門忠・豊島朝経も洛中から追放となった。2年後の建久7年（1196年）に罪を許されて土佐国から益子上大羽に戻るまで、幕府には従弟の所信房が出仕した。
帰国した朝綱は、配流先であった土佐国の賀茂神社を勧請して綱神社（栃木県芳賀郡益子町上大羽）を建立、余生をこの地で送り、元久元年（1204年）8月6日、83歳で死去した。

## 画像集

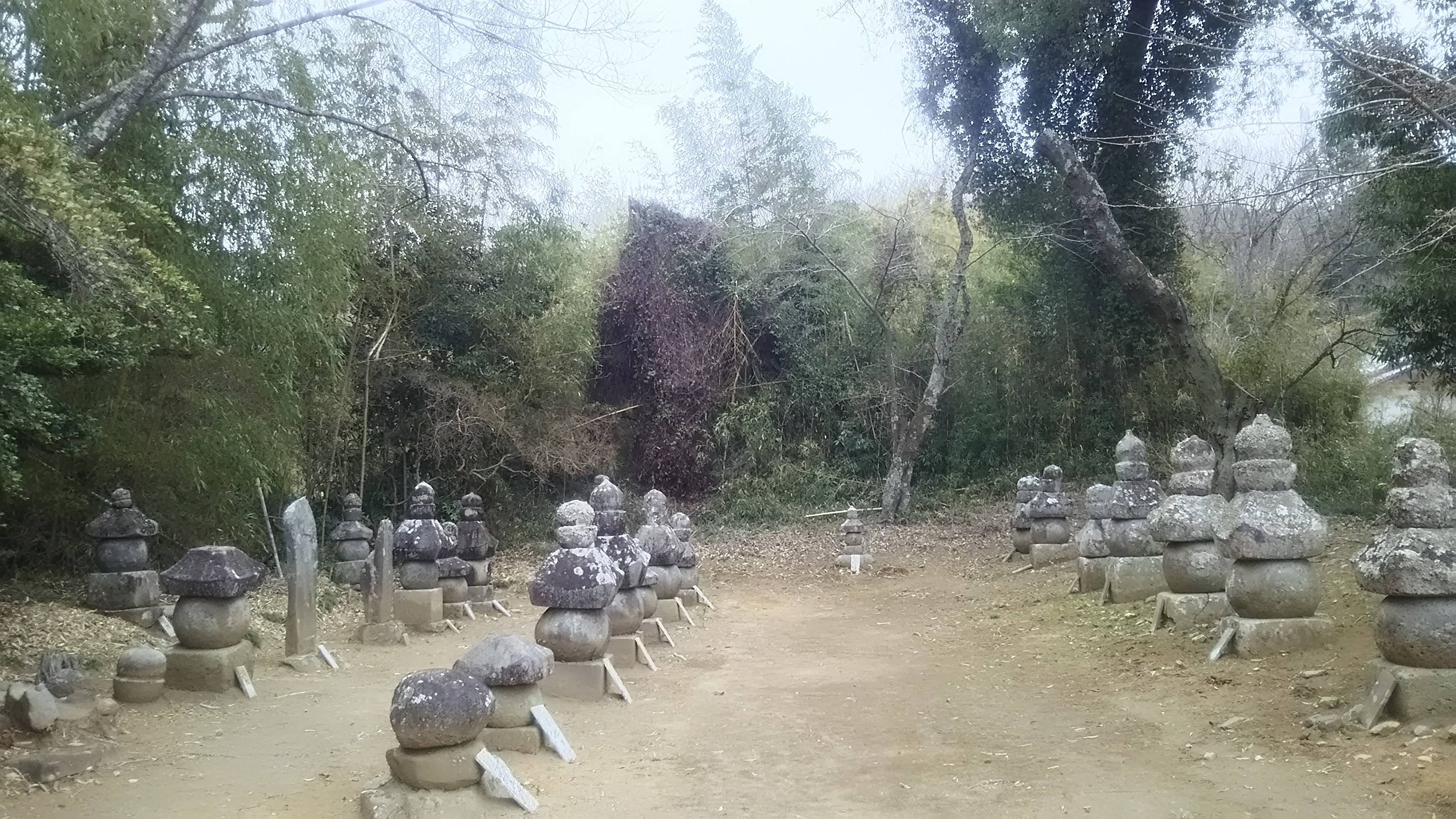
宇都宮家の墓所全体像（栃木県芳賀郡益子町大字上大羽941）
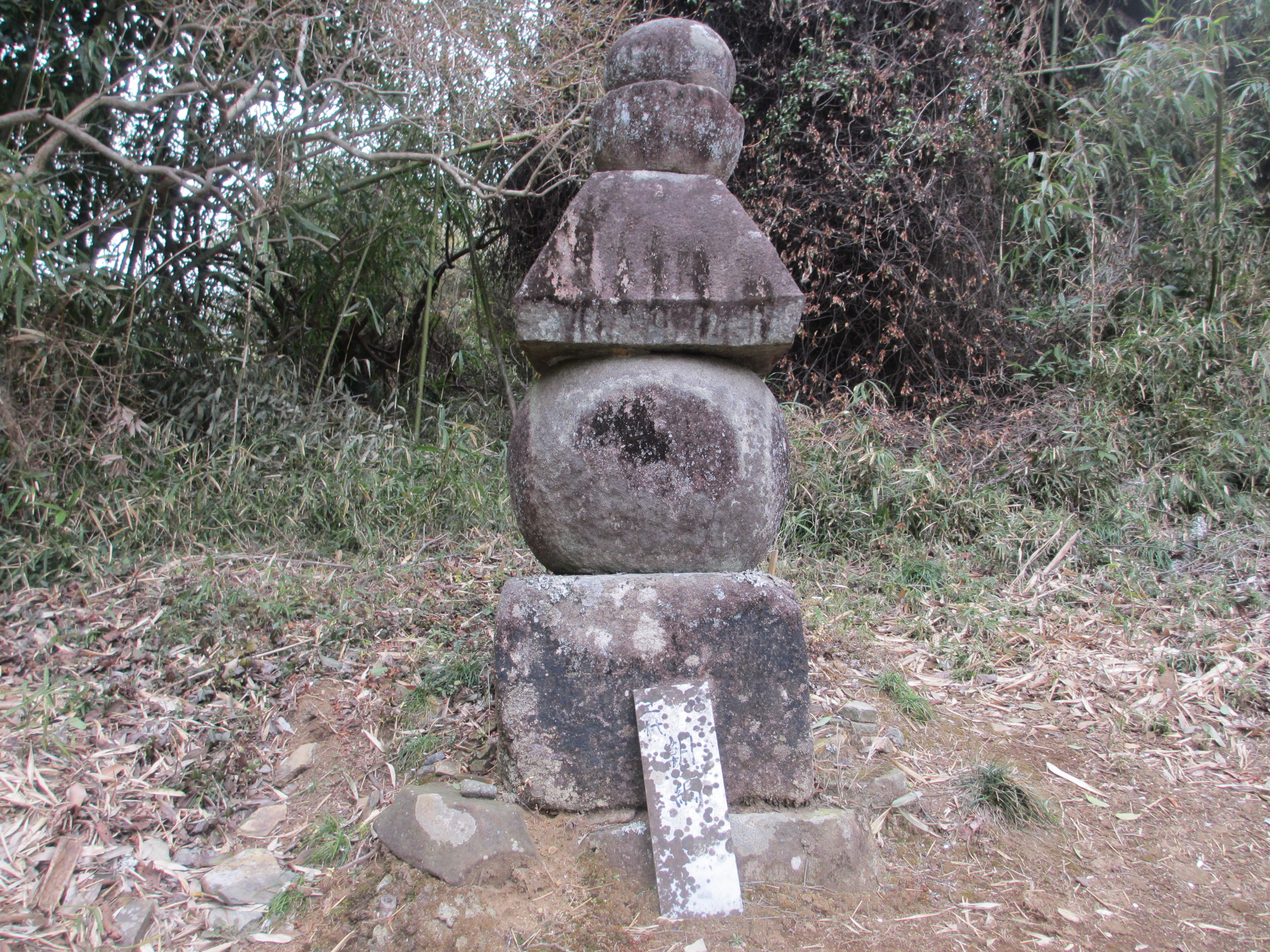
宇都宮朝綱公五輪塔(最寄り真岡鐵道益子駅。三代朝綱の石板記述が読める）
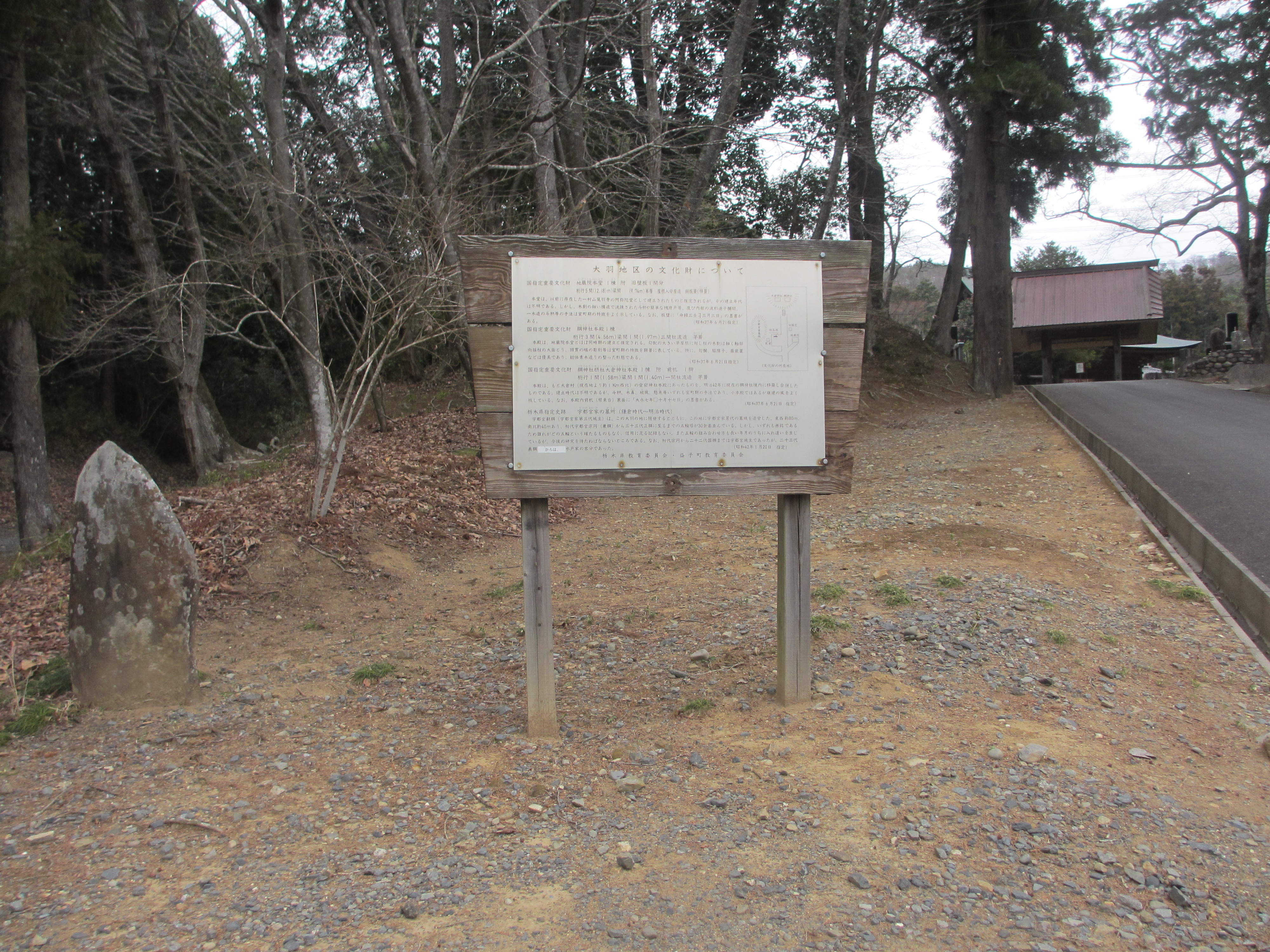
大羽地区の文化財について説明板（地蔵院手前側道）
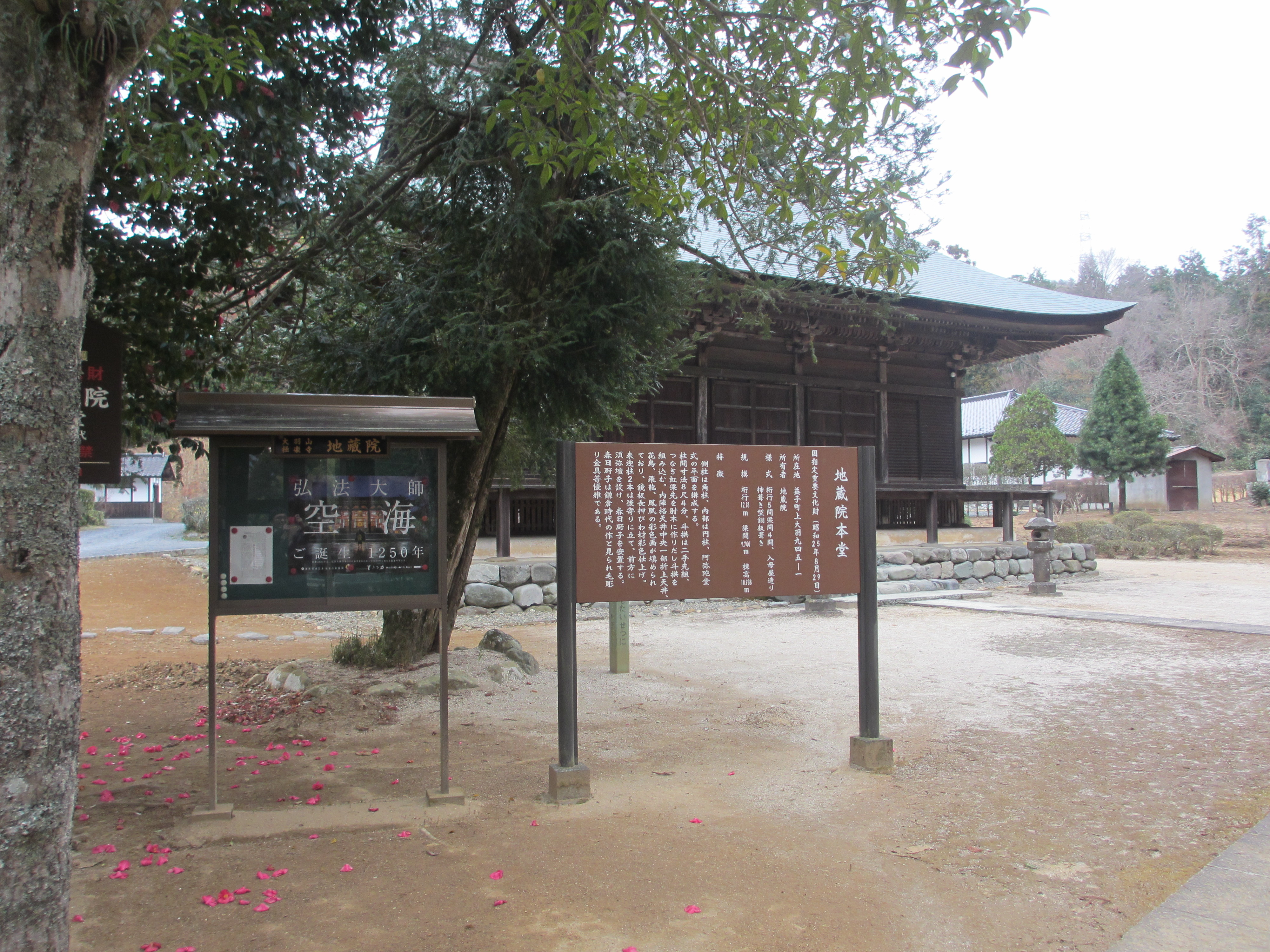
地蔵堂本店（宇都宮朝綱公創建、以来宇都宮氏の菩提寺に）
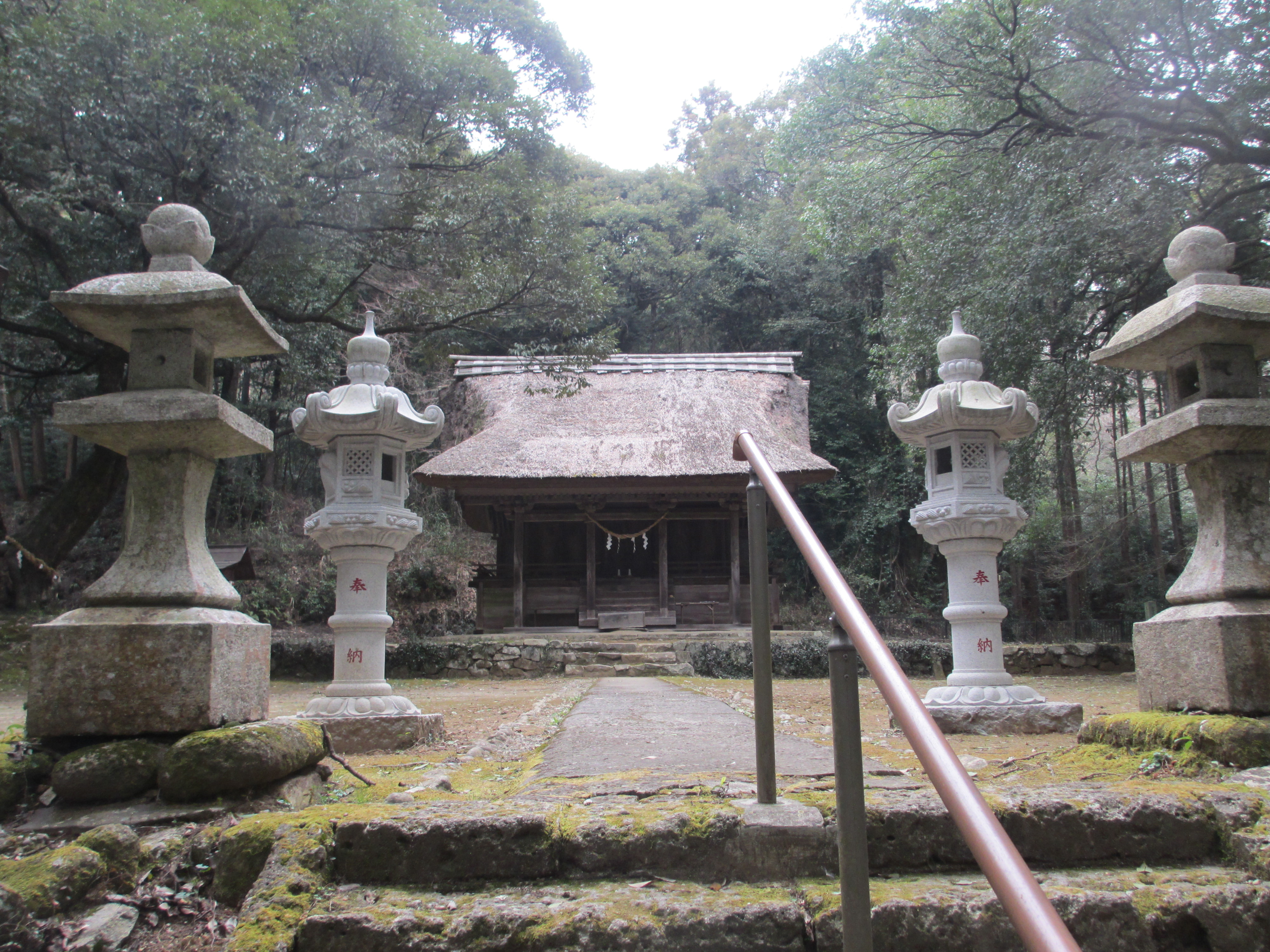
綱神社本殿（宇都宮朝綱公が配流先の土佐国の賀茂神社を勧請）
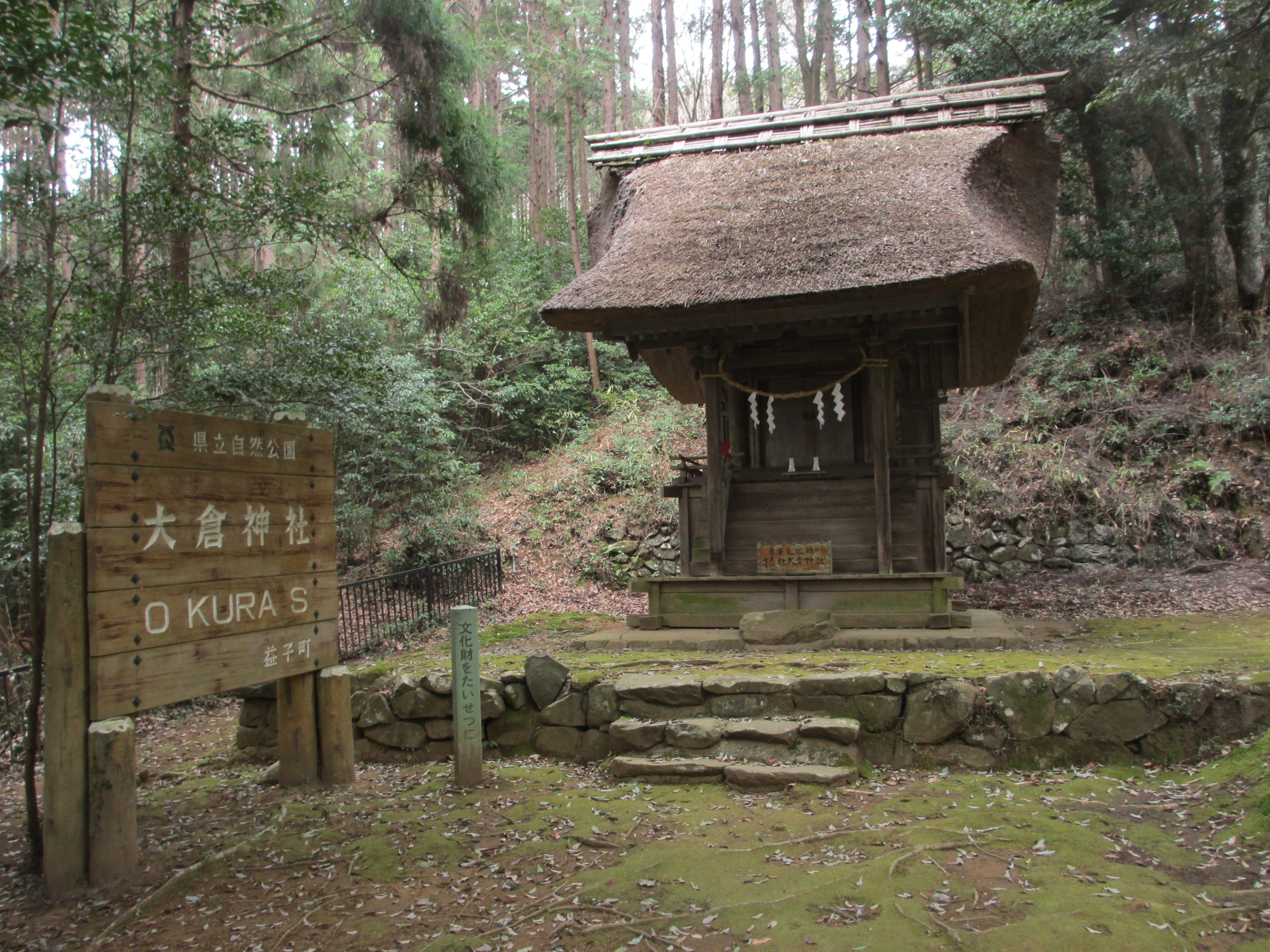
大倉神社本殿（愛宕神社本殿から明治42年現在の綱神社境内に移築）